# جایزه بزرگ هلند ۱۹۶۹
جایزه بزرگ هلند ۱۹۶۹ (انگلیسی: ‎1969 Dutch Grand Prix‎) یک مسابقهٔ موتوری در رشتهٔ اتومبیل‌رانی فرمول یک بود که در تاریخ ۲۱ ژوئن ۱۹۶۹ در پیست زاندفورت واقع در زاندفورت، هلند برگزار شد. این گراند پری در میان ۱۱ گراند پری در فصل ۱۹۶۹، مسابقهٔ شمارهٔ ۴ بود.
در این مسابقه که در ۹۰ دور و به مسافت ۳۷۷٫۳۷۰ کیلومتر (۲۳۴٫۴۸۷ مایل) برگزار شد، پول پوزیشن توسط جوهن رایندت کسب شد و سریع‌ترین زمان برای طی یک دور پیست که برابر با ۱:۲۲٫۹۴ بود نیز توسط جکی استوارت به ثبت رسید.
جکی استوارت از تیم ماترا-فورد، جو سیفرت از تیم لوتوس-فورد و کریس ایمون از تیم فراری به‌ترتیب مقام‌های اول تا سوم مسابقه را کسب کردند.

## رده‌بندی قهرمانی پس از مسابقه
|       | جایگاه | راننده      | امتیاز |
| ----- | ------ | ----------- | ------ |
|       | ۱      | جکی استوارت | ۲۷     |
|       | ۲      | گراهام هیل  | ۱۵     |
| ۲     | ۳      | جو سیفرت    | ۱۳     |
|       | ۴      | دنی هیولم   | ۱۱     |
| ۲     | ۵      | بروس مک‌لارن | ۱۰     |
| منبع: |        |             |        |

|       | جایگاه | سازنده      | امتیاز |
| ----- | ------ | ----------- | ------ |
|       | ۱      | ماترا-فورد  | ۲۷     |
|       | ۲      | لوتوس-فورد  | ۲۱     |
|       | ۳      | مک‌لارن-فورد | ۱۵     |
|       | ۴      | برابام-فورد | ۹      |
| ۳     | ۵      | فراری       | ۴      |
| منبع: |        |             |        |

یادداشت
- تنها پنج جایگاه نخست از هر رده‌بندی نمایش داده شده‌است.